# 加菲爾德 (愛達荷州傑佛遜縣)
加菲爾德（英語：Garfield）是位於美國愛達荷州邦納維爾縣的一個非建制地區。該地的面積和人口皆未知。

## 地理
加菲爾德的座標為43°38′07″N 111°57′50″W / 43.63528°N 111.96389°W，而該地的平均海拔高度為1470米（即4823英尺）。